# 하이큐!!의 등장인물 목록
이 목록은 일본의 만화이자 애니메이션 《하이큐!!》의 등장인물 목록이다. 한국판 성우는 2017년 6월 1일에 우리말로 개봉한 《하이큐!!: 끝과 시작》, 2017년 8월 17일에 우리말로 개봉한 《하이큐!!: 승자와 패자》, 2017년 12월 14일에 우리말로 개봉한 《하이큐!!: 재능과 센스》, 2018년 2월 28일에 우리말로 개봉한 《하이큐!!: 콘셉트의 싸움》, 2018년 7월 6일부터 9월 28일까지 방영한 《하이큐!!: 세컨드 시즌》의 성우이다

## 카라스노 고등학교 (烏野高等學校)
주인공 히나타 쇼요와 카게야마 토비오가 속한 고등학교로 미야기현에 있는 남녀공학 고등학교이다. 배구부 역시 남자 배구부와 여자 배구부로 나뉘며 작은 거인이 있었던 때에 전국 대회에 출전한 적이 있다. 도쿄의 네코마 고교와 숙적이며 이 두 학교의 싸움을 '쓰레기장의 결전'이라고 부른다.

### 남자 배구부
1학년 - 1기 기준
- 히나타 쇼요(日向 翔陽)

성우: KENN(VOMIC), 무라세 아유무(TV판)/양정화
1. 겉모습 _ 주황색의 짧은 곱슬머리와 작은 키를 가지고 있다. 눈 색깔은 주황빛이 살짝 도는 갈색
2. 배구부에서의 역할 _ '작은 거인'과 같은 등번호 10번이다. 포지션은 미들 블로커. 괴물 속공을 이용해 상대의 주의를 끈 뒤 다른 스파이커에게 득점 기회를 준다는 뜻의 '최고의 미끼'라는 별명을 가지고 있다. 처음에는 그 별명이 부끄럽다고 생각했지만 갈수록 자신의 중요성을 깨닫고 자랑스러워하게 된다.
3. 운동 신경 _ 점프력과 유연성이 뛰어나 배구부원들이 그 운동신경을 최대한으로 끌어내기 위해 노력한다. 특히 카게야마는 천재적인 능력을 이용해 히나타와 괴물 속공을 만들어내게 된다.
4. 성격 _ 밝고 활발하며, 친화력이 뛰어나다. 포기할 줄을 몰라서 몇몇 사람들은 히나타가 멍청해서 그렇다고 생각하지만 그저 이기기 위해서 끝날 때까지 끝난 게 아니라는 생각으로 배구에 임하는 것이다. 그 지독한 끈기는 공부에는 적용되지 않는다.
5. 여담 _ 생일은 6월 21일이며 좋아하는 것은 간장달걀밥이다. 본작의 제1주인공이다. 바보 4인방 중 한 명이다. 여동생이 한 명 있다. '작은 거인'을 동경한다.
6. 어록                                                                            "아직 끝나지는 않았잖아"

- 카게야마 토비오(影山 飛雄)

성우: 마에노 토모아키(VOMIC), 이시카와 카이토(TV판)/심규혁
1. 겉모습 _ 파란빛이 도는 조금 삐죽삐죽한 검은색 머리카락과 큰 키를 가지고 있다. 눈 색깔은 매서운 느낌의 검푸른색. 째려보면 굉장히 무섭다.
2. 배구부에서의 역할 _ 등번호는 9번이다. 포지션은 세터. 히나타와 만난 후 자기중심적이었던 플레이 방식을 버리고 괴물 속공을 만들어낸다. 중학교 때는 자신에게 스파이커가 맞추어야 한다는 이기적인 생각을 가지고 있어서 선수들에게 '코트 위의 제왕'이라고 불렸지만 고등학교에 입학한 후 선수의 능력을 최대치로 끌어내는 '천재(혹은 괴물) 세터'라는 별명을 얻게 된다. 아오바 죠사이 고교의 오이카와 토오루에게 중학교 때 배운 점프서브를 사용한다.
3. 운동 신경 _  처음 배구를 시작했을 때부터 배구 실력이 뛰어났으며 일명 '배구 천재'이다. 순간적인 판단을 내려야 할 때 본능적으로든 이성적으로든 거의 항상 최선의 방식을 생각해낸다. 배구부에서 니시노야 유우와 더불어 유일한 배구 천재라고 불린다. 팀워크에 저조하지만 점점 팀플레이를 배워가고 있다. 득점을 하면 해야 하는 반응마저 타나카에게 배우고 있는 중.
4. 성격 _ 냉소적이고 차갑지만 가끔 고등학생다운 장난을 치기도 한다. 지나다니는 학생들이 카게야마의 표정을 보고 무서워하기도 하는데, 매서운 눈빛과 평소 딱딱하게 굳은 표정 때문인 듯하다. 대인 관계에 약하다는 것이 특징. 배구 경기에서는 어느 부분에서나 지는 것을 싫어한다. 오이카와를 제외하고는 선배들이나 선생님들에게 깍듯이 대하지만 선배들이 괜찮다고 해도 (특히 히나타가 어이없게)실점을 하는 상황에서는 꽤나 소름끼치고 무섭다.
5. 여담 _ 생일은 12월 22일이며 좋아하는 것은 반숙 달걀을 얹은 돼지고기 카레이다. 본작의 제 2주인공이다. 배구 한정으로 머리가 잘 돌아간다. 공부는 못하는 듯하다. 바보 4인방 중 한 명이다. 오이카와 토오루를 성격이 나쁘고 유치하며 재수 없는 선배로 생각한다.

- 츠키시마 케이(月島 螢)

성우: 우치야마 코우키/신용우
성우 (어린 시절): 무라나카 토모/김서영
1. 겉모습 _ 옅은 노란 머리에 키가 매우 크며 사각 안경을 착용하고 있다. 경기 때를 제외하고는 매일 하얀색 헤드폰을 목에 걸고 있으며 카라스노 고교에서 제일 장신이다.
2. 배구부에서의 역할 _ 등번호는 11번이다. 포지션은 히나타와 같은 미들 블로커. 키가 커서 블로킹에 강하다. 본능적으로만 움직이는 히나타와는 다르게 깊게 생각하고 행동하는 신중한 플레이를 한다. 같은 포지션인 히나타에 가려져 큰 활약도 하지 않을 뿐더러 천재적인 운동 신경을 가지고 있는 쇼요에게 지는 것은 당연하다고 생각하기에 조금 심드렁한 경기를 한다. 하지만 3기에서는 배구를 정말 좋아해서 하는 것으로 생각하며 각성하여 활약을 기대할 수 있을 듯하다.
3. 운동 신경 _ 생일은 9월 27일이며 좋아하는 것은 딸기 쇼트 케이크이다.

옅은 노란 머리에 키가 크며 사각 안경을 착용하고 있다. 어린 시절부터 큰 키 때문에 한 때 동급생 일부로부터 선배로 오해를 받기도 하였다. 항상 헤드폰을 끼고 다닌다. 중학생 때는 주전 에이스로 활약하였으며 카라스노 고교에 입학하면서 남자 배구부에 입부하게 되었다. 손위로 친형이 있는데 사이가 나빠진 편이며, 독설적이고 냉소적이며 무표정한 때가 많은 편이다. 히나타나 카게야마에게 계속 깐족댄다. 배구 자체를 취미로만 폄하하였던 성격이 있고 의무적으로 한다는 성향이 짙다. 하지만 3기에서의 각성으로 인하여 활약을 기대할 수 있다. 공부를 꽤나 잘한다.(자존심 강한 히나타와 카게야마가 시험 때문에 도쿄에 가지 못할 뻔 했을 때 처음으로 도움을 요청한 대상)

- 야마구치 타다시(山口 忠)

성우: 사이토 소우마/남도형
성우 (어린 시절): 나카지마 히로/김현지
카라스노 고교 1학년에 재학 중인 소년이다. 포지션은 미들 블로커이며 등번호는 12번이다. 생일은 11월 10일이며 좋아하는 것은 말랑말랑한 감자튀김이다.
삐죽삐죽한 초록빛이 도는 검정 머리에 주근깨를 가지고 있다. 초등학생 시절 또래 아이들로부터 따돌림을 받았을 때 지나가던 어린 츠키시마가 장신으로 기선제압을 하며 쫓아내면서 이 때를 계기로 츠키시마와 친해지게 되었다. 츠키시마의 영향을 받아 배구에 입문하게 되어서 고등학교도 츠키시마를 따라서 카라스노 고교에 입학하여 함께 남자 배구부에 입부하였다. 무표정하고 냉소적인 츠키시마와는 다르게 쾌활하고 담소적이며 소심한 성격이 있다. 1학년 중 유일하게 주전에 들어가지 못한 멤버이지만 카라스노 배구부의 선배(동네 팀 중 한 명)에게 열심히 점프 플로터 서브를 연습해 미야기 최종선발전(시라토리자와전) 때 점수를 많이 따냈다. 공부를 못하는 편은 아닌 듯하다.(평균 혹은 그 이상)

2학년 - 1기 기준
- 니시노야 유우(西谷 夕)

성우: 오카모토 노부히코/최승훈
카라스노 고교 2학년에 재학 중인 소년이다. 포지션은 리베로이며 등번호는 4번이다. 생일은 10월 10일이며 좋아하는 것은 가리가리군(배 맛)/아삭아삭군(소다맛)이다.
꽤나 단신인 히나타보다 키가 작으며, 뾰족뾰족한 진갈색 머리카락에 (많은 팬들이 인삼이라고 부르는)앞머리만 밝은 노란색으로 염색을 하였다. 장난을 칠 때 빼고는, 특히 경기 중에 매서운 눈빛으로 진지하게 변화한다. 히나타, 카게야먀, 츠키시마, 야마구치와는 한 학년 선배이다. 강호 학교인 치도리야마 중학교 출신이며, 카라스노 여학생들의 교복이 예쁜 것과 남학생 교복이 검은색 가쿠란인 것을 계기로 카라스노 고교에 입학하였다. 우카이 감독 시절부터 배구 훈련을 해왔으며 혹독하고 엄한 훈련도 버텨왔다. 쾌활하고 자유분방한 성격. "다들 앞만봐, 등 뒤는 내가 지켜줄게." 라며 작은 체구에도 불구하고 듬직한 면이 있다. 유일하게 선수 복장이 다른 부원들과는 다르게 반전색으로 되어있다. 검은 바탕이 기본인 것과는 다르게 주황색 바탕의 선수복을 유일하게 입고 있다. 그 이유는 리베로라는 포지션의 특성 때문. 경기중에 몇번이라도 코드에 들락날락 할 수 있어서 구별이 쉽게 가게 만들기 위해 그런 것이다. 세이죠의 리베로가 토스를 올리는 것을 보고 토스를 연습하여 3기 시라토리자와 전때도 토스를 올렸다. 상당수의 주변 인물을 이름으로 부른다. 또한 시미즈 키요코 친위대의 리더이다. 그리고, 왁스칠된 머리를 내렸을땐 키가 3cm가 줄어든다. 또, 드라마CD에선 타나카와 함께 네코마와 연습경기전 아파서 오후결석인 시미즈 남자 배구부매니저의 빈자리를 채웠다. 바보 4인방 중 한 명이다.
그리고, 왁스칠된 머리를 내렸을땐 귀여움이 올라간다.
이래서 팬들의 사랑을 많이 받는듯...
- 타나카 류노스케(田中 龍之介)

성우: 모토하시 다이스케(VOMIC), 하야시 유(TV판)/이호산
카라스노 고교 2학년에 재학 중인 소년이다. 포지션은 윙 스파이커이며 등번호는 5번이다. 생일은 3월 3일이며 좋아하는 것은 멜론 빵이다.
반삭한 머리에 날카로운 눈매를 가진 편으로 초면에 상대를 대할 때 거칠고 험한 성격으로 대하지만 좋은 사람이면 친해지는 성격이 있으며 선후배에게도 잘 대하려는 성격이다. 과거 히나타와 카게야마가 중학생 시절 경기를 하였을 때 관람하여서 두 사람의 경기실력을 봤으며 이들이 배구부에 입부하였을 때 험하고 무서운 성격으로 대하였지만 나중에는 이들과도 친해지게 되면서 챙겨주고 있다.
시미즈 키요코 친위대의 일원이며, 손위로 대학생 누나가 있다. 네코마의 야마모토 타케토라와는 쌍둥이라고 할 정도로 닮았다. 시미즈 키요코로 한 마음이 되어 맨 처음 만났을 때의 살벌함과는 다르게 서로 눈물의 우정을 나눈다.현재 차기 에이스로 불려오고 있고, 멘탈이 엄청나게 강하다. 바보 4인방 중 한 명이다.
- 엔노시타 치카라(綠下 力)

성우: 마스다 토시키/민승우
카라스노 고교 2학년에 재학 중인 소년이다. 포지션은 윙 스파이커이며 등번호는 6번이다. 생일은 12월 26일이며 좋아하는 것은 멍게 초절임이다.
얌전하고 침착스럽게 보이면서 때로는 기운이 없는 모습을 보인다. 사고뭉치 2학년 둘(니시노야, 타나카)을 제지할 수 있는 사람이며 2학년들의 시험은 항상 엔노시타 치카라가 책임진다. 우카이 감독 시절 혹독한 훈련을 견뎌내지 못하고 꾀병을 부리며 자주 연습에 빠졌다. 죄책감과 배구가 하고 싶은 마음에 다시 배구부로 복귀하였지만 그 때는 이미 우카이 감독이 쓰러진 이후였다. 배구부원들에 대해 잘 파악하고 있으며, 통제하고 끌어가는 면을 많이 보여 왔기에 차기 주장으로 언급된다.

- 키노시타 히사시(木下 久志)

성우: 사가라 노부요리/윤용식
카라스노 고교 2학년에 재학 중인 소년이다. 포지션은 윙 스파이커이며 등번호는 7번이다. 생일은 2월 15일이며 좋아하는 것은 생강 절임이다.
우카이 감독 휘하에 훈련을 받았을 때 혹독한 훈련을 견디다 못해 한때 배구부를 탈퇴하였다가 이를 후회하며 배구부에 복귀하였다. 주전이 아니어서 주로 벤치에서 선수들을 응원한다. 여태까지는 경기 중 코트에 서봤던 경험이 단 한 번도 없지만 점프 플로터 서브를 익히며 연습 경기에 출전하게 된다.

- 나리타 카즈히토(成田 一仁)

성우: 니시야마 코타로/김명준
카라스노 고교 2학년에 재학 중인 소년이다. 포지션은 미들 블로커이며 등번호는 8번이다. 생일은 8월 17일이며 좋아하는 것은 달걀 초밥이다.
엔노시타, 키노시타와 같이 우카이 감독의 혹독한 훈련을 버티지 못하고 배구부에서 도망쳤다가 우카이 감독이 쓰러진 후 다시 돌아왔다. 비주전 선수지만 경기에서 가끔씩 교체되고 득점을 하는 모습을 보인다. 머리 스타일이 타나카 류노스케랑 비슷하지만 나리타의 머리가 좀 더 짙다.

3학년 - 1기 기준
- 사와무라 다이치(澤村 大地)

성우: 야나기타 준이치(VOMIC), 히노 사토시(TV판)/구자형
카라스노 고교 3학년에 재학 중인 소년이다. 포지션은 윙 스파이커와 라이트이며 등번호는 1번이다. 카라스노 배구부의 주장이다.
덩치가 커보이고 우람한 체격을 가졌으며, 갈색의 짧은 머리카락을 가지고 있다. 카라스노 남자 배구부를 이끄는 리더격으로서 든든한 버팀목이자 배구부의 정신적 지주이기도 하다. 히나타와 카게야마를 첫날 쫓아낸 장본인이기도. 또한 리시브가 서툰 1학년을 위해 니시노야 유우와 사와무라 다이치가 수비 구역을 확장해 전체적인 서브의 위력을 상승시켰다. 우람한 체구와는 다르게 성격은 온화한 편이지만 한 번 화를 내면 불같은 성격이며 후배들에게는 자상하지만 상태 팀과의 경기에서는 불같은 성격을 보인다. 사람들은 사와무라 다이치를 '카라스노의 아빠'라고도 부른다.

- 스가와라 코우시(菅原 孝支)

성우: 미야나가 케이타(VOMIC), 이리노 미유(TV판)/류승곤
카라스노 고교 3학년에 재학 중인 소년이다. 포지션은 세터이며 등번호는 2번이다. 좋아하는 것은 매운 마파두부이다. 카라스노 배구부의 부주장이다.
사와무라와는 1학년 때부터 배구부에서 활동하였으며 원래는 카게야마 이전에 주전 세터였다. 가끔 카게야마가 정신적으로 혼란스러워할 때 세터로 활약하기도 한다. 밝은 회색의 머리카락에 꽤나 큰 눈을 가지고 있다. '카라스노의 엄마'라고 불리며 온화하지만 후배들을 선도하는데 있어서는 엄한 면도 있으며 한편으로는 장난기를 보이기도 한다. 팬들 사이에서는 '스가엘'이나 '천사'라고 불린다. 매력 포인트는 눈물점이다.

- 아즈마네 아사히(東峰 旭)

성우: 호소야 요시마사/표영재
카라스노 고교 3학년에 재학 중인 소년이다. 포지션은 윙 스파이커이며 등번호는 3번이다. 생일은 1월 1일이다.
주장인 사와무라 못지않게 우람한 체구를 가진 소년이지만, 후배들 앞에서도 소심하고 쩔쩔매는 성격이 있다. 긴 머리카락의 장신의 스파이커로 파워가 강한 편이며 한때 다테공고와의 시합 트라우마로 배구부를 잠시 쉬었다가 스가와라의 요청과 히나타와 카게야마의 말을 듣고 배구부에 복귀하였다. 삼중 블로킹을 뚫어버릴만큼 힘이 세다. 시미즈가 항상 머리카락을 꽉 묶고 다녀서 머리가 다 빠져버릴 것 같다고 하자 2기부터는 헤어밴드로 머리카락을 널널하게 묶기 시작한다. 카라스노의 에이스다.
감독 및 매니저 등 관계인 - 1기 기준
- 우카이 케이신(烏養 繫心)

성우: 故 타나카 카즈나리(3기 8화까지)→에가와 히사오(3기 9화 이후)/성완경
카라스노 고등학교 남자 배구부 코치이다.
노란색의 조금 길고 삐죽삐죽한 머리카락을 항상 헤어밴드로 고정시켜놓는다. 카라스노 남자 배구부 감독이었던 우카이 잇케이의 손자로, 감독인 할아버지를 대신하여 카라스노 고교 남자 배구부 코치를 맡고있다. 선대 카라스노 고교 남자 배구부 출신으로 배구에 대한 애정이 있어서 동네 배구부를 이끌기도 하였다. 이후 카라스노 교교 근처의 사카노시타 상점 점주로 있었다. 고교시절의 청춘과 추억이 서린 모교에 돌아가고 싶지 않다는 이유로 배구부 고문인 타케다의 배구부 코치직 요청을 거절하였다가, 네코마 고교와의 연습 경기가 잡혔다는 소식을 듣고 그때부터 코치를 맡게 된다. 배구부에 헌신적이고 선수들에게는 깐깐하고 엄격하지만, 할아버지인 우카이 잇케이 앞에서는 뼈도 못 추린다. 학창 시절에는 공부를 못했던 것 같다.(자기 입으로 "내가 공부를 잘 할것 같이 보이냐"라고 하였다...)

- 타케다 잇테츠(武田 一鐵)

성우: 카미야 히로시/김명준
남자 배구부 고문을 맡게 된 카라스노 고등학교 교사이다.
현대 문학 교사라 배구에 대한 상식이 전혀 없었으나, 배구에 관심을 가지며 천천히 터득하게 되었다. 갈색의 짧은 곱슬 머리카락에 동그란 안경을 끼고 있다. 우카이 케이신이 기술적인 조언을 해준다면, 타케다는 국어 선생이기에 할 수 있는 표현들로 선수들을 다독이는 면이 자주 보인다. 매우 성실하고 끈질긴 성격으로 연습시합들을 따내고 선대 카라스노 고교 남자 배구부 출신이었던 우카이 케이신에게 코치의 자리를 요청한다. 교감 선생님의 가발을 날려먹고 아끼는 화분을 망가뜨리는 등 배구부의 소란을 처리하느라 꽤나 힘을 많이 쓴다. 특히 바보 4인방 때문에 시험 기간마다 속을 많이 썩혀진다.

- 시미즈 키요코(淸水 潔子)

성우: 우치다 마아야(VOMIC), 나즈카 카오리(TV판)/김현지
카라스노 고등학교 3학년에 재학 중인 소녀이며 남자 배구부의 매니저이다.
검고 긴 머리에 안경을 착용한 모습이며 겉으로는 쿨 해보이지만, 실제로는 말주변이 서툰 쪽에 가깝다. 하지만 의외로 장난끼도 있는 것으로 보이며 배구부 부원들을 챙기는 일에는 성실한 편이다. 학교의 대표 여신님으로 타나카와 니시노야, 네코마의 야마모토에게 추앙(?)받는다. 중학교 시절 육상 허들을 하면서 자주 넘어졌고, 그로 인해 다리에 흉터가 여럿 남아서 검은 스타킹을 자주 신는다. 사이사이 나오는 중간 광고(?)를 보면 다른 선수들은 한 번에 성공을 못할 때도 있는 물병 맞추기를 한 번에 성공(심지어 맞추기 전부터 맞출 걸 알고 있었던 것 같다.)한 것으로 보아 운동 신경이 꽤나 있는 것 같다.

- 야치 히토카(谷地 仁花)

성우: 모로호시 스미레/김서영
카라스노 고등학교 1학년에 재학 중인 소녀이며 남자 배구부의 매니저이다.
시미즈의 권유로 남자 배구부 매니저를 맡게 되었으며 얼굴은 예쁘게 보이지만 성격은 맹하고 둔한 편이다. 노란 단발 머리카락에 한쪽에 머리를 조금 묶고 있는 것이 특징이다. 겁이 많고 소심한 편이어서 망상벽도 가지고 있다. 처음에는 히나타를 배구부 매니저라고도 오해하기도 하고 우카이 케이신을 보고 미녀인 키요코의 팬이라고 생각해 자신을 죽이려고 한다는 등 두려움에 떨기도 하였다. 긴장을 많이 하는 편이지만 오히려 그 점이 선수들에게 도움이 되기도 한다.

- 우카이 잇케이(烏養 一繫)

성우: 나카 히로시/안장혁
카라스노 고등학교 남자 배구부 전 감독이다.
우카이 케이신의 할아버지이며 전설적이고 혹독한 훈련강도로 알려진 카라스노 남자 배구부 감독이다. 작은 거인이 있었던 시절부터 배구부 감독을 맡았으며 한때 은퇴하였다가 복귀하였으나 고령인데다가 병으로 쓰러져 와병신세를 지면서 현재는 완전히 카라스노 남자 배구부 감독직에서 은퇴한 상태이다. 선대 카라스노 고등학교 출신이기도 하다.

### 여자 배구부
카라스노 고교의 여자 배구부이며 남자 배구부와 다른 체육관을 사용하고 있다. 남자 배구부는 강한 반면, 여자 배구부는 1회전 단골 탈락 약체팀이다.
- 미치미야 유이(道宮 結)

성우: 세토 아사미/김채하(극장판), 강시현(TV판)
카라스노 고교 3학년이자 여자 배구부 주장. 포지션은 윙 스파이커, 주장. 등번호는 1번.
카라스노 고교 여자 배구부에서 주장을 맡고있으며 남자 배구부 주장인 사와무라와 동급생으로 그와 친한 면이 있어서 자주 대화하는 편이다.
성격은 소심하고 어리버리한데 힘은 그동안 단련해서 성격과 정반대로 무식하게 센편이다..
- 사사키 치즈루(佐々木千鶴)

성우: 김향리(1기) → 사토 카나미(2~3기)/강시현
카라스노 고교 여자 배구부 선수. 등번호는 11번.
키쿠치 모에
아오키 마나미
아이하라 마오
와타나베 노조미
이하 모두 카라스노 고교 여자 배구부에 속하는 선수들.

### 교원
교감 선생님
성우: 쿠시다 야스미치/신용우
카라스노 고교의 교감. 본명은 불명이며 탈모가 심하여 가발을 쓰고 다니지만 학교의 모두가 그 사실을 알고 있다. 남자 배구부 부원들이 자신의 가발을 날리고 아끼던 화분을 깨버리는 바람에 속앓이를 하지만 싫어하지는 않는 듯 하다.
오노 미나호
성우: 야마자키 하루카/김채하
카라스노 고교 영어 교사이자 히나타 쇼요의 담임선생님이다.

### 졸업생
- 타나카 사에코(田中冴子)

성우: 코마츠 유카/강시현
카라스노 고교 출신이자 타나카 류노스케의 누나. 현재는 여대생이며 금발로 염색한 머리를 하고있다. 카라스노 고교 출신이었지만 배구와는 인연이 없기 때문에 배구부에 속하지는 않았으나 고등학생 시절 작은 거인의 경기를 봤던 적이 있다. 호쾌하고 저돌적인 성격이라 난폭운전을 할 때가 있다. 팀을 결성해 축제 북을 치는 연습을 하고 있다.
- 츠키시마 아키테루(月島 明光)

성우: 사쿠라이 타카히로/윤용식
카라스노 고교 출신이자 츠키시마 케이의 형. 동생과는 사이가 틀어져서 좋지 않았으나 나중에 가서야 동생과 관계가 많이 나아졌다. 고교시절에는 윙 스파이커로 선수로 활약하였다.
- 시마다 마코토(島田誠)

성우: 마에노 토모아키/전태열(극장판), 이승준(TV판)
카라스노 고등학교 근처에 정육점을 운영중임.카라스노의 1학년 야마구치 타다시에게 점프플로터 서브를 전수해 줬고,우카이 케이신이 만든 동네팀의 멤버.
- 작은 거인(우다이 텐마)

과거 카라스노 고등학교 남자 배구부에 속했던 인물. 본명은 불명으로 일명 '작은 거인' 이라 불리었다. 히나타 이전에 등번호 10번으로 뛰었으며 타나카 류노스케의 누나인 타나카 사에코와 동급생으로 알려졌고 그녀가 직접 그의 모습을 봤었다. 카라스노 고교를 졸업한 것으로 알려졌으며 나이 상으로는 21세로 알려졌다. 현재는 배구를 그만두고 만화가로 활동중이다.

## 아오바죠사이 고등학교(青葉城西高校)
미야기현에 있는 사립학교로 줄여서 '세이죠'라고 불린다. 미야기현 베스트4로 배구 강호이지만 전국 진출 경험은 없다.
- 오이카와 토오루(及川 徹)

성우: 나미카와 다이스케/정재헌
아오바죠사이 3학년에 재학중인 소년, 포지션은 세터, 등번호는 1번이다.
아오바죠사이 3학년이자 배구부 주장을 맡고 있고 주전 세터로 뛰고 있다. 부주장인 이와이즈미와 소꿉친구이다. 이와이즈미, 쿠니미, 킨다이치, 카게야마와 같은 키타가와제일 중학교 출신이다.
고등학교 졸업후, 국대로 뛰기 시작하였고 브라질에서 경기를 뛰고있었을 때 히나타를 만났다.
비치발리볼을 하는둥 밥을 같이 먹는둥 꽤 친했던모양.
중학교때 베스트 세터상을 받은 적이 있다. 여자한테 인기가 많다. 천재부류를 싫어한다. 이와이즈미를 '이와쨩', 하나마키를 '맛키', 마츠카와를 '맛층' 이라고 부른다.
또,카라스노 전 준비중엔 대회장 문밖에서 여학생들에게 선물받다,이와이즈미에게 강제로 끌려가기도했다.
중학교시절 카게야마의 선망대상이었지만,
시라토리자와전에서 번번이 지는바람에, 우시지마에 대한 열등심,또 시라토리자와전에서 진 자책감때문에,
한번은 배구공으로 후배인 카게야마를 맞출뻔 했지만,
이와이즈미의 박치기에 왼코피가 터진 다음부턴  순해졌다. 고등학생임에도 불구하고 벌써 예의 따위는 지키지 않고 삼촌이 아닌 '오이카와'라고 부르는 조카가 있다.
- 이와이즈미 하지메(岩泉 一)

성우: 요시노 히로유키/이주창
아오바죠사이 3학년에 재학중인 소년, 포지션은 윙 스파이커, 등번호는 4번이다.
아오바죠사이 3학년이자 배구부 부주장이자 팀의 에이스. 주장인 오이카와와는 소꿉친구로, 같은 키타가와제일 중학교 출신이다. 오이카와에게 '이와쨩'이라고 불린다. 체격은 윙스파이커 치고는 작은 편이지만 기술과 파워는 절대로 뒤쳐지지 않는다. 오이카와가 철없는 행동을 할 때 가장 많이 구박하지만 그만큼 그를 제일 잘 파악하는 인물이기도 하다. 쿄타니 켄타로가 순순히 따르는 유일한 사람.
- 마츠카와 잇세이(松川 一静)

성우: 유센 이사무/김정훈(극장판), 장병관(TV판)
아오바죠사이 3학년에 재학중인 소년, 포지션은 미들 블로커, 등번호는 2번이다.
아오바죠사이 3학년에 재학중인 소년, 주전 미들 블로커다. 오이카와 에게 '맛층'이라고 불린다. 관찰력이 특출나게 좋은 편. 상대에게 압력을 넣을 때를 보면, 꽤나 섬뜩한 무서움을 가지고 있다. 동년배 주전들 중에는 하나마키와 좀 더 친한 듯하다.
- 하나마키 타카히로(花巻 貴大)

성우: 사쿠라이 토오루/윤용식
아오바죠사이 3학년에 재학중인 소년, 포지션은 윙 스파이커, 등번호는 3번이다.
아오바죠사이 3학년에 재학중인 소년, 주전 윙 스파이커다. 좋아하는 음식은 슈크림이며, 오이카와에게 '맛키'라고 불린다. 배려심 있고 눈치가 빠른 성격이다. 동년배 주전들 중에는 마츠카와와 좀 더 친한 것으로 보인다.
- 야하바 시게루(矢巾 秀)

성우: 카와니시 켄고/김혜성(극장판), 이승준(TV판)
아오바죠사이 2학년에 재학중인 소년, 포지션은 세터, 등번호는 6번이다.
아오바죠사이 2학년이며 와타리 신지와 쿄타니 켄타로와 동급생이다. 여자를 좋아하는 가벼움을 보이지만 진지할땐 진지하다.
오이카와가 졸업한뒤, 주장이 된다.
- 와타리 신지(渡 親治)

성우: 란즈베리 아서/김혜성
아오바죠사이 2학년에 재학중인 소년, 포지션은 리베로, 등번호는 7번이다.
아오바죠사이 2학년이며 야하바 시게루와 쿄타니 켄타로와 동급생이다. 아오바죠사이 대 카라스노 전을 보아 세터를 해보았던 경험이 있을거라 추정된다.
- 쿄타니 켄타로(京谷 賢太郎)

성우: 타케우치 슌스케/김명준
아오바죠사이 2학년에 재학중인 소년, 포지션은 윙 스파이커, 등번호는 16번이다.
아오바죠사이 2학년이며 야하바 시게루와 와타리 신지와 동급생이다. 오이카와한테 '광견쨩'이라고 불린다. 시합을 뛸때 득점도 많이하고 실점도 많이하는 양날의 검이다.
- 킨다이치 유타로(金田一 勇太郎)

성우: 후루카와 마코토/전태열(극장판), 이민규(TV판)
아오바죠사이 1학년에 재학중인 소년, 포지션은 미들 블로커, 등번호는 12번이다.
아오바죠사이 1학년이며 주전 미들 블로커이다. 쿠미니 아키라와 동급생이다. 오이카와 토오루와 이와이즈미 하지메와 같은 중학교 출신이며 카라스노의 카게야마와는 중학교 시절 팀메이트였다.
- 쿠니미 아키라(国見 英)

성우:  타마루 아츠시/신용우
아오바죠사이 1학년에 재학중인 소년, 포지션은 윙 스파이커, 등번호는 13번이다.
아오바죠사이 1학년이며 주전 윙스파이커이다. 킨다이치 유타로와 동급생이다. 오이카와 토오루와 이와이즈미 하지메와 같은 중학교 출신이며 카라스노의 카게야마와는 중학교 시절 팀메이트였다.
- 미조구치 사다유키(溝口貞幸)

성우: 오기노 세이로/민승우
아오바죠사이 배구부 코치이다. 31세이다.
- 이리하타 노부테루(入畑伸照)

성우: 호시노 미츠아키/권창욱(극장판), 장병관(TV판)
아오바죠사이 배구부 감독이다. 나이는 52세이다. 선수의 자주성을 매우 중요시 한다.

## 다테공업 고등학교(伊達工業高校)
'철벽'이라는 별명대로 블로킹이 최대의 무기인 학교이다. 처음 전국대회 예선에는 3학년들이 있었으나 봄철대회에서는 3학년이 은퇴하여 2학년과 1학년으로 새로운 팀을 만들었다.
- 아오네 타카노부(青根 高伸)

성우: 마츠카와 히로키/김정훈(극장판), 이승준(TV판)
다테 공업 고등학교 2학년에 재학중인 소년이다. 포지션은 미들블로커이다. 등번호는 전국대회 예선에는 7번이었다가 봄철대회에서는 1번으로 바뀌었다.
다테 공업 고등학교 2학년이며 배구부 주전 미들블로커이다. 말을 거의 하지 않는다. 눈썹을 밀었는지 작중에서 눈썹이 보이지 않는다. '철벽'이라고 불리는 다테 공업의 블로킹의 주축이다. 에이스를 철저히 마크한다.
- 후타쿠치 켄지(二口 堅治)

성우: 나카자와 마사토모/민승우
다테 공업 고등학교 2학년에 재학중인 소년이다. 포지션은 윙 스파이커이다. 등번호는 전국대회 예선에는 6번이었다가 봄철대회에서는 2번으로 바뀌었다.
다테 공업 고등학교 2학년에 재학중이며 3학년이 은퇴하면서 배구부 주장이 되었다. 아오네와 같이 '철벽'의 한 주축이다. 성격이 삐뚤어 상대방은 물론 팀 동료에게도 도발적으로 군다.
- 카마사키 야스시(鎌先 靖志)

성우: 사토 타쿠야/권창욱
다테 공업 고등학교 3학년에 재학중인 소년이다. 포지션은 미들 블로커이다. 등번호는 전국예선에서 1번을 맡았다.
다데 공업 고등학교 3학년이며 주전 미들 블로커였다. 공격과 블로킹 모두 뛰어나고 누구보다 후배를 걱정하고 아낀다. 그런 성격 때문에 후타쿠치와 자주 말싸움을 벌인다.
- 모니와 카나메(茂庭 要)

성우: 오노즈카 타카시/김혜성
다테 공업 고등학교 3학년에 재학중인 소년이다. 포지션은 세터이다. 등번호는 전국예선때 2번을 맡았었다.
다테 공업 고등학교 3학년이며 전 배구부 주장이었다. 개성이 강한 팀원들 때문에 듬직하지 못한 모습들을 보이지만 경기 중에 후배들에게 말을 걸어 사기를 높이는 등 주장으로서의 역량을 보여준다.
- 사사야 타케히토(笹谷 武仁)

성우: 마지마 쥰지/김명준
다테 공업 고등학교 3학년에 재학중인 소년이다. 포지션은 윙 스파이커이다. 등번호는 전국예선때 3번을 맡았었다.
다테 공업 고등학교 3학년이며 주전 윙 스파이커였다. 언뜻 보면 평범해 보이지만 안정된 공격력을 갖고 있어 팀의 득점원이 되고 있다.
- 오바라 유타카(小原 豊)

성우: 유센 이사무/류승곤
다테 공업 고등학교 2학년에 재학중인 소년이다. 포지션은 윙 스파이커이다. 등번호는 전국예선땐 12번이었다가 봄철대회에서는 3번으로 바뀌었다.
다테 공업 고등학교 2학년이며 주전 윙스파이커이다. 같은 2학년인 후타구치와 아오네때문에 존재감은 희박하지만 착실히 공을 연결해준다.
- 코가네가와 칸지(黄金川 貫至)

성우: 쇼지 마사유키/장병관
다테 공업 고등학교 1학년에 재학중인 소년이다. 포지션은 세터이다. 등번호는 7번이다.
다테 공업 고등학교 1학년이며 봄철대회부터 주전 세터로 뛰고있다. 신체능력이 매우 좋지만 세터로서는 아직 성장중이다.
- 오나가와 타로(女川 太郎)

성우
다테 공업 고등학교 2학년에 재학중인 소년이다. 포지션은 윙 스파이커이다. 등번호는 8번이다.
다테 공업 고등학교 2학년에 재학중이며 봄철대회부터 주전 윙 스파이커로 뛰고있다. 공격면에서는 활약이 적지만 수비에서는 활약을 보인다.
- 후키아케 진고(吹上 仁悟)

다테 공업 고등학교 1학년에 재학중인 소년이다. 포지션은 미들 블로커이다. 등번호는 11번이다.
다테 공업 고등학교 1학년이며 봄철대회부터 주전 미들 블로커로 뛰고있다. 아오네의 대각으로서 수비를 굳힌다.
성우는 불명이다.
- 사쿠나미 코스케(作並 浩輔)

성우: 오오니시 마오(1기)→테라시마 준타(2기)/윤용식
다테 공업 고등학교 1학년에 재학중인 소년이다. 포지션은 리베로이다. 등번호는 13번이다.
다테 공업 고등학교 1학년이며 주전 리베로이다. 높은 수비력으로 감독과 선배들의 신뢰를 받고있다.
봄철대회부터 1학년 세터인 코가네가와를 보좌하는 새로운 역할을 한다.
- 오이와케 타쿠로(追分 拓朗)

성우: 미키 신이치로/강수진
다테 공업 배구부의 감독이다.
빈번히 지시를 내리지 않지만 상대팀의 기세가 올라갔을 때는 타임아웃을 불러 조언을 해준다.
- 나메츠 마이(滑津 舞)

성우:우치야마 유미
다테 공업 고등학교 2학년이며 배구부 매니저이다.

## 시라토리자와 학원 고등학교(白鳥沢学園高校)
우수한 인재를 스카우트하여 팀으로서의 연계보다는 개인의 역량으로 승부를 보는 학교이다. 전국대회 단골 출전팀으로 운동 특기생들도 많고 시설도 좋다.
- 우시지마 와카토시(牛島 若利)

성우: 타케우치 료타/김승준
시라토리자와 학원 고등학교 3학년에 재학중인 소년이다. 포지션은 윙 스파이커이고 등번호는 1번이다.
시라토리자와 학원 고등학교 3학년이며 배구부 주장이다. 주전 윙 스파이커로 뛰고있다.왼손잡이라는 특이점을 갖고 있으며 전국에서도 세손가락 안에 드는 강한 스파이커다.
세계 유스 팀에도 선발된 스파이커이기도 하다. 돌려말하는 법이 없다. 직설적이다.
- 텐도 사토리(天童 覚)

성우: 키무라 스바루/박성태
시라토리자와 학원 고등학교 3학년에 재학중인 소년이다. 포지션은 미들 블로커이고 등번호는 5번이다.
시라토리자와 학원 고등학교 3학년이며 주전 미들 블로커이다. 감으로 블로킹을 뛰는 '게스블록'을 잘한다.
어린시절 친구들에게 요괴와 같다며 놀림을 받은적이 있다.
시라토리자와의 1학년인 고시키 츠토무를 아낀다.텐도 사토리의 어릴적 앞머리와 고시키 츠토무의 앞머리가 같다.
- 세미 에이타(瀬見 英太)

성우: 테라시마 타쿠마/전태열
시라토리자와 학원 고등학교 3학년에 재학중인 소년이다. 포지션은 세터이고 등번호는 3번이다.
시라토리자와 학원 고등학교 3학년이다. 신체능력은 주전세터인 시라부 보다 뛰어나지만 힘을 과시하고 싶다는 생각 때문에 주전으로 나가지 못하게 되었다.
이후 핀치서버로 나가면서 위력적인 점프서브를 보여준다.
- 오히라 레온(大平 獅音)

성우: 탄자와 테루유키/안장혁
시라토리자와 학원 고등학교 3학년에 재학중인 소년이다. 포지션은 윙스파이커이며 등번호는 4번이다.
시라토리자와 학원 고등학교 3학년이며 주전 윙 스파이커이다. 에이스인 우시지마에게 가려져 있지만 에이스급 실력자이다.
우시지마가 공격에 집중할 수 있게 리시브도 잘 단련되어 있다.
- 야마가타 하야토(山形 隼人)

성우: 후쿠다 켄지/김정훈
시라토리자와 학원 고등학교 3학년에 재학중인 소년이다. 포지션은 리베로이며 등번호는 14번이다.
시라토리자와 학원 고등학교 3학년이며 주전 리베로이다. 공격에 비해 불안감이 남는 수비를 넓게 커버한다.
- 시라부 켄지로(白布 賢二郎)

성우: 토요나가 토시유키/김혜성
시라토리자와 학원 고등학교 2학년에 재학중인 소년이다. 포지션은 세터이며 등번호는 10번이다.
시라토리자와 학원 고등학교 2학년이며 주전 세터이다. 중학교때 우시지마의 플레이에 빠져 시라토리자와로 입학하였다. 시라토리자와 남잡배구부 중 유일하게 운동 특기생이 아닌 일반전형으로 입학하였다.
- 카와니시 타이치(川西 太一)

성우: 오오모리 다이키/윤용식
시라토리자와 학원 고등학교 2학년에 재학중인 소년이다. 포지션은 미들 블로커이며 등번호는 12번이다.
시라토리자와 학원 고등학교 2학년이며 주전 미들 블로커이다. 리드 블로킹이나 커밋 블로킹을 적절히 사용한다. 팀이 여유가 있을 때는 공격에도 가담을 한다.
- 고시키 츠토무(五色 工)

성우: 츠치야 신바/민승우
시라토리자와 학원 고등학교 1학년에 재학중인 소년이다. 포지션은 윙 스파이커이며 등번호는 8번이다.
시라토리자와 학원 고등학교 1학년이며 주전 윙 스파이커이다. 에이스의 자리를 노리고 있으며,우시지마에게 대항의식을 불태운다. 경험 부족으로 실수도 잦지만 놀라운 플레이도 보여준다.
- 와시조 탄지(鷲匠 鍛治)

성우: 나카오 유세이/남도형
시라토리자와 학원 고등학교 배구부 감독을 맡고 있다.
뛰어난 인재를 스카우팅하는 방식으로 팀을 강하게 만드는 것이 감독의 방침이다. 카라스노의 우카이 전 감독과 라이벌 관계였다.
- 사이토 아키라(斉藤 明)

성우: 스기무라 겐지/권창욱
시라토리자와 학원 고등학교 배구부 코치를 맡고있다.

### 토코나미 고등학교(常波高校)
인터하이에서 카라스노와 붙은 약체팀.
- 이케지리 하야토

토코나미 고등학교 3학년에 재학중인 소년. 등번호는 4번이며 윙 스파이커이다. 사와무라 다이치와 소꿉친구이다.

## 네코마 고등학교(音駒高等學校)
도쿄도에 있는 고등학교로 도립학교이며 카라스노 고교 배구부와 마찬가지로 쇠퇴의 길을 걸었던 적이 있다. 카라스노 배구부에 한 명씩 성격이 비슷한 라이벌 겸 운명의 상대가 존재한다.
- 코즈메 켄마(孤爪 研磨)

성우: 카지 유우키/이경태
네코마 고교 2학년에 재학중인 소년이다. 포지션은 세터이며 등번호는 5번이며 애플파이를 좋아한다.
네코마 고교 2학년생이며 주전 세터로 뛰고있다. 정수리 부분은 검은색이고 아래로 내려갈수록 밝은 노란색이 된다. 많은 사람들이 푸딩머리라고 부른다. 일본의 편의점 푸딩은 노란색 푸딩 위에 검은색 시럽이 뿌려져 있어서 더욱 그런 듯. 어깨까지 오는 곧은 장발에 조금은 작은 키를 가지고 있다. 주장인 쿠로오와는 소꿉친구이며 쿠로오의 권유를 배구를 시작하였다. 내성적인 성격으로 말수가 적고 대인관계에서 수줍어하는 면도 있다. 취미는 게임이며 길치이다 하지만, 그이후(예선및 카라스노전이후)로 친구와 선후배들에게 많은 챙김을 받는다. 가끔씩 누가 자기얘기를 하면 재채기를 한다. 히나타와는 친구이자 라이벌인 관계. 하이큐!! 미래직업 편에서는 대학생 주식 트레이너, 유튜버, 프로게이머이자 히나타의 스폰서이다.
라이벌 겸 운명의 상대 : 히나타 쇼요
- 쿠로오 테츠로(黒尾 鉄朗)

성우: 나카무라 유이치/김영선, 김현지(어린 시절)
네코마 고교 3학년에 재학중인 소년. 포지션은 미들 블로커, 주장. 등번호는 1번.
네코마 고교 3학년생이자 네코마 고교 배구부 주장. 삐죽삐죽한 켄마와는 한 학년 차이이지만 소꿉친구이기 때문에 서로 말을 놓을 정도로 친한 편이며 내성적인 켄마에게 배구를 권유하였던 장본인이다. 평소에는 능글거리는 모습이 자주 보이지만, 책임감이 있고 멘탈이 강한 면이 있다.
라이벌 겸 운명의 상대 : 사와무라 다이치
- 이누오카 소우(犬岡 走)

성우: 이케다 쿄스케/김명준
네코마 고교 1학년에 재학중인 소년. 포지션은 미들 블로커. 등번호는 7번.
네코마 고교 1학년 학생으로 배구부에서는 미들 블로커로 뛰고있다. 체격이 크고 민첩한 스피드를 가졌으나 플레이면에서는 더딘 편으로 알려졌다. 리에프가 들어온 이후 경기에 출전하는 일이 적어졌다.
라이벌 겸 운명의 상대 : 히나타(과거형)
- 시바야마 유우키(芝山 優生)

성우: 와타나베 타쿠미/박진우
네코마 고교 1학년에 재학중인 소년. 포지션은 리베로. 등번호는 12번.
네코마 고교 1학년생으로 이누오카, 하이바와 동급생이며 네코마 고교의 최단신 선수이다. 언젠가 야쿠 선배처럼 되는 것이 목표라고 한다.
- 하이바 리에프(灰羽 リエーフ)

성우: 이시이 마크/권창욱
네코마 고교 1학년에 재학중인 소년. 포지션은 미들 블로커. 등번호는 11번.
네코마 고교 1학년생으로 이누오카, 시바야마, 이누오카와 동급생이며 러시아인과 일본인 사이에서 태어난 혼혈이지만, 러시아어를 쓰지 못하며 일본문화에 거의 익숙한 편이다. 고양이 눈동자를 가진 모습에 회색 머리를 하고 있으며 팔다리가 길다. 선배들이 거신병이라는 별명을 붙였다.
- 야마모토 타케토라(山本 猛虎)

성우: 요코타 세이고/민승우
네코마 고교 2학년에 재학중인 소년. 포지션은 윙 스파이커. 등번호는 4번.
네코마 고교 2학년생이자 네코마 고교 배구부 에이스. 카라스노의 타나카 류노스케처럼 반삭한 머리에 가운데를 노란색으로 염색하였다. 팀원 중에서 유일하게 켄마와 티격태격하는 사이다. 현재 3학년들과 꼭 전국대회에 가겠다는 신념이 확실해 코너에 몰릴수록 필사적으로 경기에 임한다. 성격과 플레이 스타일이 타나카와 흡사하다. 또한 타나카와는 눈물의 우정을 쌓았으며, 니시노야를 "스승님"으로 부른다.(니시노야는 시미즈에게 맞아봤기 때문)
라이벌 겸 운명의 상대 : 타나카 류노스케
- 후쿠나가 쇼헤이(福永 招平)

성우: 쵸난 쇼타/최승훈
네코마 고교 2학년에 재학중인 소년. 포지션은 윙 스파이커, 등번호는 6번.
네코마 고교 2학년으로, 주전인 윙 스파이커이다. 말수가 굉장히 적은 편이라 야마모토가 말을 좀 많이 하라고 한다. (의외로 개그적인 발언을 많이 한다.) 코스를 노려 치는 것을 잘한다.
- 야쿠 모리스케(夜久衛輔)

성우: 타치바나 신노스케/남도형
네코마 고교 3학년에 재학중인 소년. 포지션은 리베로. 등번호는 3번.
네코마 고교 3학년으로 하이바의 리시브 교육을 담당하고 있다. 보이지 않으면서 침착하게 적의 공격을 차단해내는, 리베로로서도 훌륭한 실력을 가지고 있다. 팀의 뒤치닥거리를 많이 맡는 포지션이지만 성격은 니시노야와 비슷하다. 꽤나 단신이라 키 이야기에 (매우)민감하다.
라이벌 겸 운명의 상대 : 니시노야 유우(성격은 스가와라 코우시와 비슷하다)
- 카이 노부유키(海 信行)

성우: 호시노 타카노리/윤용식
네코마 고교 3학년에 재학중인 소년. 포지션은 윙 스파이커이며 등번호는 2번이다.
네코마 고교 3학년이며 배구부 부주장을 맡고있다. 주전 윙 스파이커로 뛰고 있다. 눈에 띄지 않지만 팀의 뒤를 지켜주는 숨은 공신이다. 공격과 수비 모두 훌륭하며 플레이 스타일이 사와무라와 비슷하다.

## 후쿠로다니 학원 고등학교(梟谷学園高校)
에이스인 보쿠토 코타로를 중심으로 하는 공격형 배구경기를 한다. 다른 팀원들도 강팀과 비슷한 실력을 갖고있다. 상징은 부엉이이다
- 보쿠토 코타로(木兎 光太郞)

성우: 키무라 료헤이/박성태
후쿠로다니 학원 고등학교 3학년에 재학중인 소년이다. 포지션은 윙 스파이커이며 등번호는 4번이다.
후쿠로다니 학원 고등학교 3학년이며 배구부 주장을 맡고있다. 주전 윙 스파이커로 뛰고있다. 전국에서 다섯 손가락 안에 드는 실력파 스파이커이다. 감정기복이 심하다.
- 와시오 타츠키(鷲尾 辰生)

후쿠로다니 학원 고등학교 3학년에 재학중인 소년이다. 포지션은 미들 블로커이며 등번호는 2번이다.
후쿠로다니 학원 고등학교 3학년이며 주전 미들 블로커로 뛰고있다. 좀처럼 말이 없는 블로커이다 덕분에 보쿠토한테서 기분을 업시키라는 말을 듣고있다.
보쿠토를 많이 신경써준다.
성우는 코가 아키라이다.
- 사루쿠이 야마토(猿杙 大和)

후쿠로다니 학원 고등학교 3학년에 재학중인 소년이다. 포지션은 윙 스파이커이며 등번호는 3번이다.
후쿠로다니 학원 고등학교 3학년이며 주전 윙 스파이커이다. 팀이 위기에 빠졌을 때도 항상 웃고있어 분위기 메이커로 통한다.
스피드를 제외한 능력치는 평균보다 높으며 보쿠토가 의기소침 모드에 들어갈때면 적극적으로 스파이크를 때리는 등의 활약을 하고있다.
성우는 타치바나 준지이다.
- 코노하 아키노리(木葉 秋紀)

후쿠로다니 학원 고등학교 3학년에 재학중인 소년이다. 포지션은 윙 스파이커이며 등번호는 7번이다.
후쿠로다니 학원 고등학교 3학년이며 주전 윙 스파이커로 뛰고있다. 보쿠토의 행동을 지적하거나 보쿠토가 난조에 빠졌을 때 호통을 쳐 컨디션을 끌어올리기도한다.
보쿠토를 신뢰하고 있으며 그에게 공을 연결하기 위해 정확한 리시브를 보여주었다.
성우는 무라타 타이시이다.
- 코미 하루키(小見 春樹)

후쿠로다니 학원 고등학교 3학년에 재학중인 소년이다. 포지션은 리베로이며 등번호는 11번이다.
후쿠로다니 학원 고등학교 3학년이며 주전 리베로로 뛰고있다. 강력한 서브나 스파이커 때문에 가끔 흔들리기는 하지만 비교적 안정된 리시브를 보여준다.
성우는 키쿠치 유키토시이다.
- 아카아시 케이지(赤葦 京治)

성우: 오오사카 료타/민승우
후쿠로다니 학원 고등학교 2학년에 재학중인 소년이다. 포지션은 세터이며,등번호는 5번이다.
후쿠로다니 학원 고등학교 2학년이며 주전 세터로 뛰고있다. 보쿠토를 가장 잘 이해하고, 다루지만 어쩔때는 냉담하게 대할때도 있다.
적과 아군 모두를 살피면서 경기를 진행하고 또한 보쿠토를 잘 다룰 줄 알기 때문에 그가 의기소침해지면 기를 살릴 수있는 코스를 단시간에 찾아낸다.
- 오나가 와타루(尾長 渉)

후쿠로다니 학원 고등학교 1학년에 재학중인 소년이다. 포지션은 미들 블로커이며 등번호는 12번이다.
후쿠로다니 학원 고등학교 1학년이며 주전 미들 블로커로 뛰고있다. 주전 중 유일한 1학년이며 스테미너 만큼은 뛰어나다. 보쿠토가 난조에 빠졌을 때도 흔들리지않고 활약을 보여주었다.
성우는 하라 토시유키이다.
- 시로후쿠 유키에(白福雪絵)

후쿠로다니 학원 고등학교 3학년에 재학중인 소녀로 배구부 매니저를 맡고있다. 보기와는 다르게 대식가이다.
성우는 타게우치 아야코이다.
- 스즈메다 카오리(雀田 かおり)

후쿠로다니 학원 고등학교 1학년에 재학중인 소녀로 배구부 매니저를 맡고있다.
성우는 토가시 미스즈이다.

## 이타치야마 학원 고등학교(井闥山学院高校)
전국 고교 3대 에이스(사쿠사, 키류, 우시지마) 중 사쿠사 키요오미가 있는 학교. 저번 인터하이 우승교인 만큼 강호이다. 현재까지 공개된 멤버는 사쿠사 키요오미, 코모리 모토야 밖에 없으며, 카라스노가 아오바죠사이에 패배한 그 경기전에서 이나리자키와 2대 1로 우승을 거머쥐었다. 사쿠사는 3대 스파이커 중 유일한 2학년이며, 코모리는 전국 No.1 리베로라고 언급된다.
- 사쿠사 키요오미(佐久早 聖臣)

성우: 토리우미 코스케/미정
- 코모리 모토야(古森 元也)

성우: 우에무라 유토/미정

## 노헤비 학원 고등학교(戸美学園 高校)
학교 상징물은 뱀이다. 기본적으로 플레이 스타일은 상대를 도발하여 상대에게 빈틈이 생기게 만들고, 그 빈틈을 이용하에 승리를 거머쥐려고 하는 교묘한 타입이다.
네코마 고교와 친분이 있다.

## 이나리자키 고교(稲荷崎高校)
상징은 여우이며, 이나리자키 배구부를 상징하는 미야 형제가 있는 학교이다. 저번 전국대회에서 2위를 하고 이타치야마에게서 1세트를 빼앗아서 우승후보로 뽑혔지만 카라스노에게 패배한다.
- 미야 아츠무(宮 侑)

성우: 미야노 마모루/미정
생일: 10월 5일
이나리자키 고교 2학년. 무려 하이큐에 나오는 최초의 쌍둥이 캐릭터이다.
미야 오사무와 쌍둥이지만, 오사무와는 정 반대의 성격을 가지고있다.
또, 하이큐에서 매운맛을 담당한다. (후타쿠치나 시라부와 다르게 얘는 당당하게 욕을 한다.
예를 들면 서브중 시끄럽게 응원하는 학생들에게 조용히해라 이 돼지들아. 라는둥, 폐품이라는둥
가장 입이 험한 캐릭터.)
과거에는 머리가 흑발이었는데 주변사람들이 헷갈려하는지 금발로 염색을 했다.
첫 인상으로는 쿨하고 자기중심적인 캐릭터로 많이 인식하는데 알고보면 그냥 초딩이다.
카라스노에게 패배후, 히나타에게 너에게 토스를 올릴거라고 자신만만하게 이야기를 한다.
(그때 오사무는 어디서 개가 짖네. 라며 웃었다.) 그리고 그 말을 당당하게 실현시켰다.
미야오사무와 있을땐 초딩같아보여도 '그' 카게야마가 인정한 세터.
유스합숙에도 참여하였다.
배구 능력과 센스가 뛰어났다.
이렇게 보여도 미야오사무와 사이가 좋은편. 같은 팀 메이트는 미야 아츠무에게 가장 행운인건 미야 오사무가 있는 것. 이라며 둘의 케미가 좋다는 말을 하기도 한다.
키타 신스케와는 관계는 미야 아츠무가 일방적으로 보살핌을 받는다.
감기에 걸렸을 때, 이런건 아무것도 아니라며 허세를 부리지만 뒤에 있던 키타에게 그런건 자랑이 아니라며 정론펀치를 받고 "저사람은 친절하겐 말 못해주나!"라며 분노하지만 나중에 감기 나으라는 편지와 먹을것을 받고 감동시키네. 라며 아닌척 좋아한다.
설렁설렁 배구를 하고있어도 키타가 오면 빠릿빠릿하게 움직이는걸 보면 키타의 정론펀치가 무섭긴 무서운가보다.
- 미야 오사무(宮 治)

성우: 카부모토 히데아키/미정
생일: 10월5일
미아 아츠무와 쌍둥이.
미야 아츠무와는 다르게 조용한 성격이다. (하지만 DNA는 못속인다.)
미야 아츠무가 배친놈이라면 얘는 밥친놈. 유스에는 참가하지못했지만 얘도 어지간히 잘하는게 아닌것같다. 포지션이 세터가 아닌데도 토스를 하는둥 꽤 능력이 뛰어나다는걸 알 수 있다.
카라스노에게 패배후, 나보다 츠무가 더 배구를 사랑하니까. 라고 말해 아츠무와 대판 싸우지만 결국 장래희망은 배구선수가 아닌 주먹밥집 사장으로 결정했다. (오사무의 주먹밥집 인기가 대단하다)
생각보다 껄렁한 성격인듯.
하루가미를 보고 쟤 꽤 껄렁해졌다며 말하고 있을 때 키타가 너네들이 할말은 아니라며 츳코미를 걸지만 거기에 "저희는 쭉 껄렁대니까요."라며 당당하게 말한다.
- 키타 신스케

유일하게 미야쌍둥이들이 무서워하는 존재.
주장이지만 스타팅멤버는 아니다.
똑부러지는 성격과 정론펀치 때문에 멤버들이 꽤 어렵게 생각하는듯하다.
그래도 자신이 맡은 일은 최선을 다하는 편.
매일 청소를 빼먹지않고 밥먹기전에 기도를 하는둥 꽤 성실하게 생활한다.
자신은 그저 평소에 했던걸 하는 것 뿐이라며 화려한 플레이를 보여주진않지만 팀 뒤에서 균형을 잡는 역할을 한다.
성격과 다르게 버블티를 좋아한다고.
그 외에도 스나 린타로는 키타가 앵무새에게 "우쭈쭈 그랬쪄염.(에라이데쮸네)"라고 말하는 걸 상상하는 모습이 나온다.
모든일을 '제대로' 해야한다는게 몸에 베여있다.

## 카모메다이 고교(鴎台高校)
- 호시우미 코라이(星海 光来)

성우: 하나에 나츠키/미정

## 전일본 남자배구 유스 합숙팀
현재 공개된 멤버는 사쿠사 키요오미, 코모리 모토야, 카게야마 토비오, 호시우미 코라이, 미야 아츠무, 치가야 에이키치 뿐이다.

## 미야기 현의 중교

### 유키가오카 중학교(雪ヶ丘中 学校)
히나타 쇼요가 다녔던 중학교. 히나타의 친구인 코지, 이즈미, 그리고 새로 들어온 1학년 3명과 나간 시합에 키타가와 제1 중학교에 참패해버린 학교이다. 이후 히나타는 동네 배구팀에 끼며 연습을 해왔다.

### 키타가와 제1중학교(北川第一中 学校)
카케야마 토비오, 킨다이치 유타로, 쿠니미 아키라, 오이카와 토오루, 이와이즈미 하지메 등이 다닌 중학교. 특히 카게야마 토비오는 중학교 때 매우 독재적이어서 다른 팀원들이 모두 싫어했었다.

### 코우센 학원 중학교(光仙学園中学校)
미야기 현의 중학교. 이 학교는 키타가와 제일중과의 결승경기에서 승리하였으며 그 결승이 카게야마의 토스가 무시당한 경기이다.

### 시라토리자와 학원 중등부(白鳥沢学園中等部)
우시지마 와카토시가 옛날에 중등부에서부터 에이스를 했다는 기록을 보면 아무래도 시라토리자와 학원 중등부에서 활약을 한 것으로 기록되는 듯하다.